# Libertà Emiliana
Libertà Emiliana-Nazione Emilia és un partit polític italià de caràcter nacionalista emilià, que forma part de l'Aliança Lliure Europea resultat de la fusió de Libertà Emiliana i Nazione Emilia l'any 1999.

## Història
Nazione Emilia neix el 1994 quan un grup de membres de la Lega Nord decideix deixar el partit i començar-ne un altre a Bolonya que defensi l'autogovern de l'Emília, així com la seva cultura i la seva llengua. El partit es presentà a diverses eleccions locals.
Libertà Emiliana, per la seva banda, començà el desembre de 1998, en aquest cas també per una escissió de la Lega Nord, alguns membres de la qual creien en la necessitat de la creació d'una nova força política que defensés l'Emília. L'abril del 1999 el partit comença a introduir-se a l'Aliança Lliure Europea (ALE), i el juny del mateix any es presenta a les eleccions europees juntament amb el Partito Sardo d'Azione així com a diverses eleccions locals amb resultats de fins al 30% dels vots a Toân.
El juliol de 1999 ambdós partits s'uneixen en confederació. L'octubre del mateix any, el partit va treballar juntament amb el moviment autonomista de Romanya Rumagna.

## Objectius
Els objectius es resumeixen en 12 punts que, bàsicament són:
- Autogovern per a l'Emília, dret a l'Autodeterminació
- Protecció de la llengua i cultura emilianes
- Millora del model socioeconòmic per al desenvolupament de l'Emília
- Creació d'un sistema sanitari a nivell emilià
- Privatització de les empreses públiques que no funcionin prou bé, amb ofertes públiques per tal que els ciutadans s'hi puguin involucrar
- Organització de la solidaritat a nivell emilià
- Organització del mercat laboral seguint el model holandès
- Reforma del sistema policial
- Regulació de la immigració i integració dels immigrants a l'Emília
- Obtenció de més llibertats individuals pel que fa a drets com l'eutanàsia, el matrimoni homosexual…
- Major protecció del medi ambient i recursos naturals de l'Emília
- Creació d'una Europa dels Pobles i les Regions